# Зардинов, Алексей Геннадьевич
Алексей Геннадьевич Зардинов (род. 3 января 1964, Ульяновск) — советский и российский эстрадный певец и композитор, телеведущий.

## Биография
Родился в 1964 в Ульяновске, самостоятельно в детском возрасте научился играть на гитаре, пел в школьном ансамбле и в 1981 году после победы в городском конкурсе эстрадной песни был приглашен в городской дворец пионеров в группу «Айсберг».
В 1981—1984 гг. учился в Ульновском музыкально-педагогическом училище № 2,
В 1984 году переехал в Москву и поступил в ГИТИС, ныне Российский университет театрального искусства — ГИТИС на факультет Музыкального театра.
С 1985 по 1987 годы прошёл службу в рядах Советской армии.
После службы в армии продолжил обучение в ГИТИСе и в 1991 году окончил его по специальности «актер музыкального театра».
С 1991—2001 гг. работал в Московской областной филармонии солистом-артистом-вокалистом. В этот же период работал солистом в группе Вячеслава Григорьевича Добрынина «Доктор шлягер».
Участник конкурса «Ялта−91».
Дебютировал на центральном телевидении, на телеканале ОРТ («Общественное Российское Телевидение», ныне — «Первый канал») в 1991 году с песней «Билетер» (стихи Александра Шаганова, муз. Сергея Шустицкого) в программе «Вечернее музыкальное кафе».
Принимал участие в телевизионных программах:
- 1992 — «50/50», «Кальвар-шоу» (ОРТ)
- 1993 — «Песня года» (ОРТ)
- 1993—1995 — «Продленка» (РТР)
- 1993 — «Шире круг» (ОРТ)
- 1994, 1997 — «Утренняя звезда» (ОРТ)
- 1997 — «Сиреневый туман» (РТР)
- 1999 — «Два рояля» (РТР)
- 1994—1996 — «Таланты и поклонники»
- В 2001 году создал группу "Алешкина любовь», где по настоящее время является её солистом.
- В 2009 году был солистом Академического Большого концертного оркестра им. Ю. В. Силантьева (бывший «Силантьевский оркестр») под управлением Александра Клевицкого

## Семья
- Первая супруга — Светлана Макагон, актриса, сейчас[когда?] живёт в Париже.
- Вторая супруга — Татьяна Рыбалко, звукооператор на радио.
  - дочь (от второго брака) — Антонина Алексеевна Зардинова (род. 1993), режиссёр ТВ.
- Третья супруга (с 2001) — Елена Яшвили, певица.
- В настоящее время в разводе.

## Дискография
- 1996 — «Разбитые мечты»
- 2000 — «Я не успел тебе сказать»
- 2011 — «Давай простим друг друга» (в дуэте с Натальей Варлей)

## Телевидение
- 1994—1996 — ведущий программы «Звездный дождь» на 31 канале
- 1996—1997 — ведущий программы «Музыкальная мозаика» на 31 канале
- 2000 — ведущий программы «Дамские штучки» на ТВЦ

## Творчество
Работал с поэтами: Михаил Рябинин, Николай Зиновьев, Лариса Рубальская, Валерия Горбачёва, Александр Шаганов, Пётр Синявский, Илья Резник, Ирина Семёнова, Галина Айвазян, Эдуард Дубровин, Игорь Мухин, Герман Енин, Римма Казакова, Игорь Лазаревский.
Работал с композиторами: Александр Федорков, Руслан Горобец, Виктор Видоменко, Вячеслав Семёнов, Вячеслав Добрынин, Сергей Шустицкий, Юрий Эрикона, Валерий Ковтун, Юрий Гуреев, Максим Дунаевский, Алексей Паламарчук, Александр Рыбкин, Герман Енин, Александр Морозов, Сергей Богза, Олег Серебров, Андрей Гончаров.

## Награды и премии
- 1993 — Премия в номинации «Мистер газета — Вечерняя Москва»
- 1997 — Медаль «В память 850-летия Москвы»
- 2008 — Лауреат телевизионного конкурса «Ветер Победы»